# Circo Massimo (estación)
Circo Massimo (en español: Circo Máximo) es una estación de la línea B del Metro de Roma. Se encuentra en el extremo este del Circo Máximo, que le da su nombre.
En su entorno, además, se encuentran el Palazzo FAO (sede de la Organización de las Naciones Unidas para la Alimentación y la Agricultura), la Porta Capena, las Termas de Caracalla, el Monte Aventino, la Rosaleda comunal, las basílicas de Santa Sabina y San Saba, y la Iglesia de Santa Prisca.
Hasta el año 2002, en sus proximidades, se encontraba el Obelisco de Aksum.